# L'Amant de cinq jours
Pour plus de détails, voir Fiche technique et Distribution.
L'Amant de cinq jours est un film franco-italien réalisé par Philippe de Broca, sorti en 1961.

## Synopsis
Madeleine, directrice d'une maison de haute couture, et Claire, mariée, deux enfants, sont très bonnes amies. Antoine, amant de Madeleine et homme entretenu, vient à rencontrer Claire. Claire et Antoine entament une relation clandestine bientôt découverte par Madeleine. Cette dernière décide d'organiser une petite vengeance en conviant Claire et son mari ainsi qu'Antoine à une petite soirée. Claire et Antoine vont tous les deux se voir d'un œil différent.

## Fiche technique
- Titre original : L'Amant de cinq jours
- Titre italien : L'amante di 5 giorni
- Réalisation : Philippe de Broca, assisté de Gianfranco Mingozzi et Robert Bober
- Scénario : Daniel Boulanger et Philippe de Broca, d'après le roman éponyme de Françoise Parturier
- Décors : Bernard Evein
- Photographie : Jean Penzer
- Son : Jean Labussière
- Montage : Laurence Méry-Clark
- Musique : Georges Delerue
- Directeur de production : Louis Manella
- Sociétés de production :
  - France Filmsonor Marceau, Mondex et Cie, Les Films Ariane
  - Italie Cineriz
- Affiche : Yves Thos
- Pays de production :  France,  Italie
- Langue originale : français
- Format : noir et blanc — 35 mm — 1,66:1 — son Mono
- Genre : Comédie dramatique
- Durée : 95 minutes
- Date de sortie : France : 24 février 1961

## Distribution
- Jean Seberg : Claire
- Micheline Presle : Madeleine
- Jean-Pierre Cassel : Antoine
- François Périer : Georges
- Carlo Croccolo : Marius
- Claude Mansard : Paulin
- Albert Michel : Blanchet
- Albert Mouton : Halavoine
- Marcella Rovena : Madame Chanut
- Jean Sylvain : Le maître d'hôtel
- Pierre Repp : Pépère
- Gib Grossac : Chauffeur de taxi

## Lieux de tournage
- Château de Chantilly
- Une partie du film a été tournée au Grand Trianon[1].